# Экономика Небраски

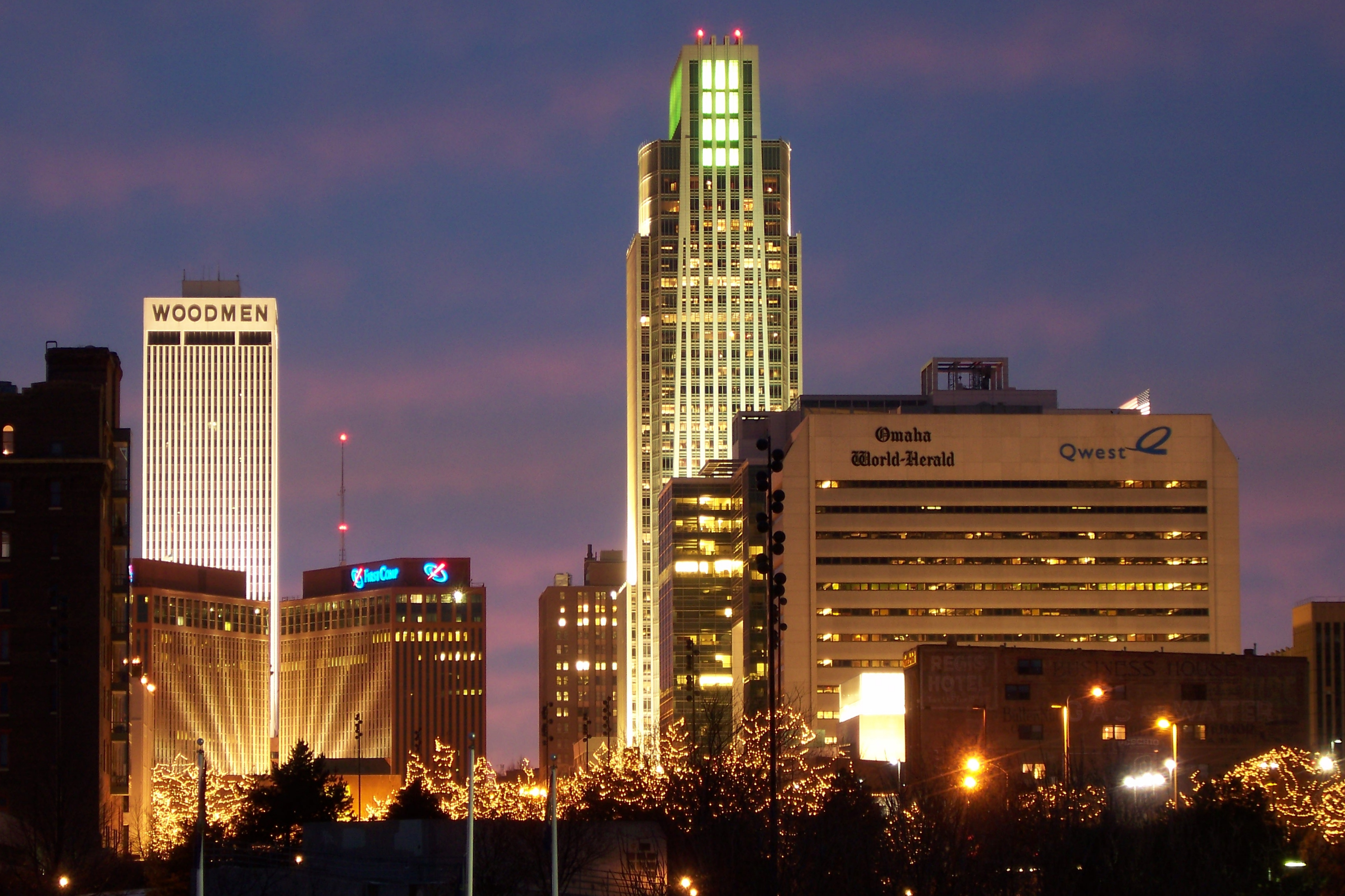
Даунтаун Омахи

Небраска является аграрно-промышленным штатом со значительной долей транспортных услуг (грузоперевозки по железной дороге и на автомобилях), телекоммуникаций, информационных технологий и финансовых услуг. В 2010 году ВВП Небраски составил почти 90 млрд долл., в 2012 году превысил 100 млрд долл. Население штата насчитывает 1,9 млн человек (0,6 % от населения США). Крупнейшим экономическим центром Небраски является город Омаха, за ним следует столица штата Линкольн и города Белвью, Гранд-Айленд и Карни.
Омаха и Линкольн являются частью так называемых «Midwest Silicon Prairie» («Кремниевых прерий Среднего Запада») — нового кластера высоких технологий. В рейтинге лучших городов США для бизнеса и карьеры от Forbes за 2014 год Линкольн находился на шестом месте, Омаха — на 25-м. В Небраске базируется знаменитая компания по изучению общественного мнения Gallup Organization (операционная штаб-квартира находится в Омахе).

## История

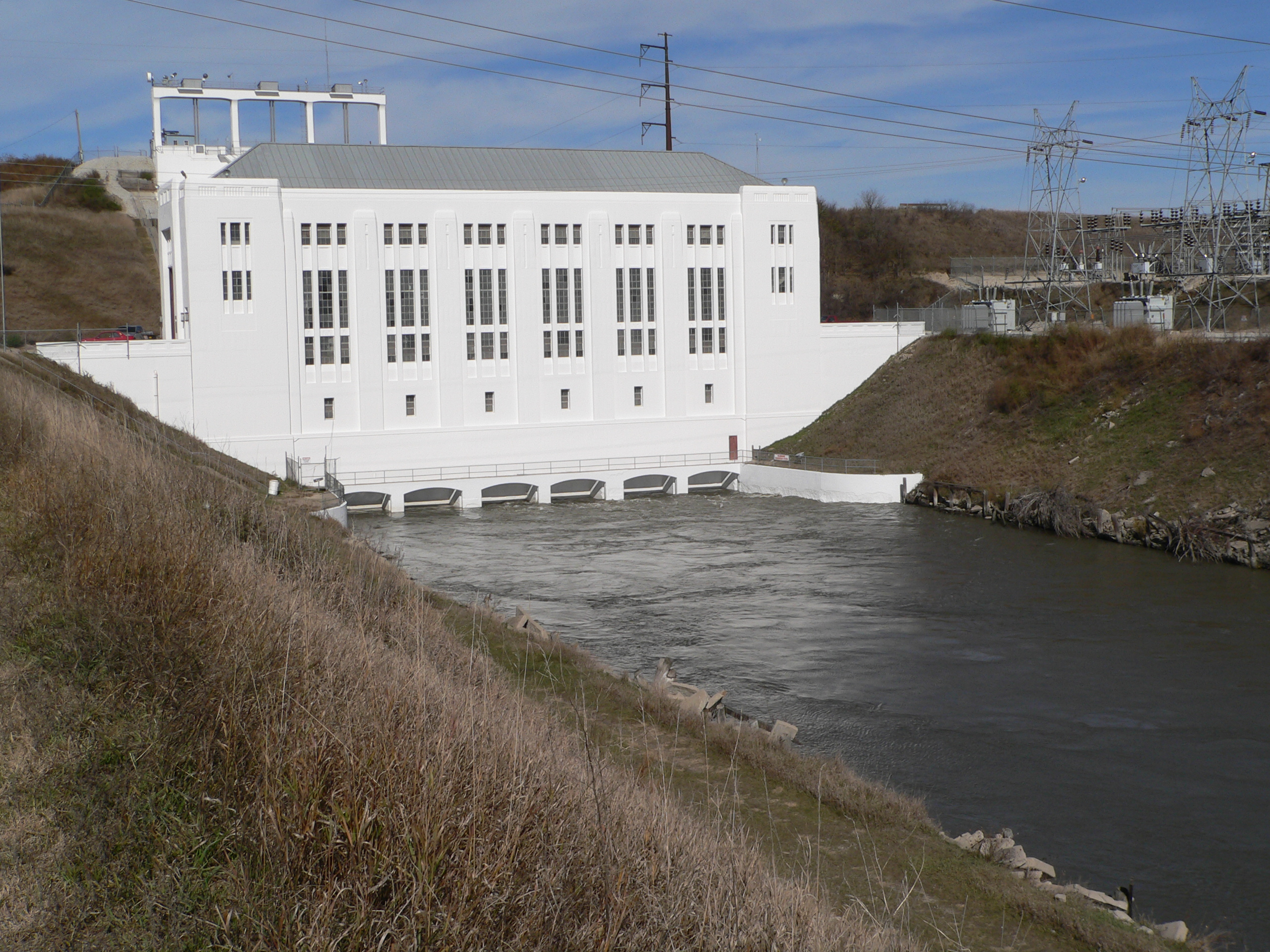
ГЭС возле Колумбуса

По состоянию на 1982 год ведущими секторами экономики штата по стоимости валового продукта были финансы (18 %), торговля (17 %), обрабатывающая промышленность (14 %), транспорт и связь (12 %), сфера услуг (11 %), сельское и лесное хозяйство (11 %).
Стоимость продукции горнодобывающей промышленности в 1982 году составляла 246 млн долл. (0,1 % от стоимости США). Главными товарными группами были нефть, песок и гравий.
В 1984 году стоимость продукции обрабатывающей промышленности составляла 5,1 млрд долл. (0,5 % от стоимости США). Главными товарными группами были: пищевые продукты (в том числе замороженное мясо, мясные консервы и полуфабрикаты, мука), сельскохозяйственные машины и оборудование, химикаты (в том числе минеральные удобрения), металлоконструкции, медицинское оборудование, электронные компоненты и средства связи, цемент. Установленные мощности электростанций в 1985 году составляли 6 млн кВт.
В 1985 году население Небраски составляло 1,6 млн человек (0,7 % от населения США), экономически активное население — более 810 тыс. человек, безработных — 5,5 %, средняя плотность — 8 человек на 1 кв. км.
Стоимость товарной продукции сельского хозяйства в 1985 году составляла 7,2 млрд долл. (5,1 % от стоимости США). Доля животноводства — 57 %, доля растениеводства — 43 %. Посевные площади занимали 8,2 млн га, леса — 0,4 млн га. Основные сельскохозяйственные культуры: кукуруза, соя, сеяные травы и пшеница. В животноводстве преобладало мясное направление. Поголовье: 5,8 млн крупного рогатого скота (в том числе 112 тыс. дойных коров), 3,9 млн свиней, 160 тыс. овец. Также было развито птицеводство (бройлеры и несушки).
Элеваторы в Небраске
В 1984 году длина автомобильных дорог составляла 140 тыс. км. К середине 80-х годов XX века Омаха являлась центром крупного района мясной и мукомольной промышленности и центром важного района мясного животноводства, которые имели общеамериканское значение. В 1997 году в пригороде Омахи был основан First National Business Park (англ.), где располагаются офисы и лаборатории высокотехнологических компаний.

## Занятость

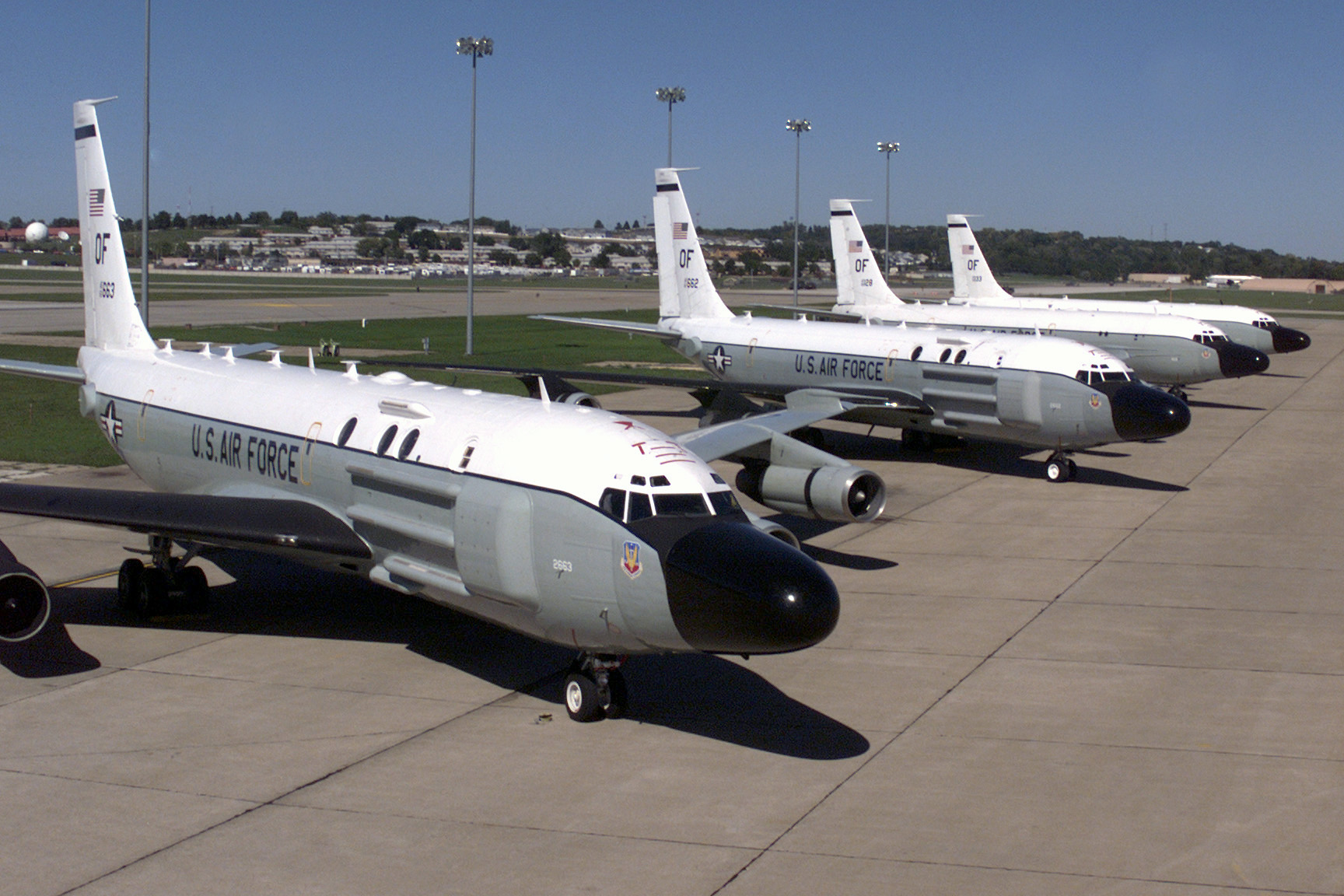
База Оффатт

Большую роль в сфере занятости Небраски играют правительственные структуры: вооружённые силы, полиция округов и городов, Федеральное бюро расследований, пенитенциарная система (штата и федеральная), Служба внутренних доходов, Почтовая служба, органы управления штата и округов.
Среди крупнейших государственных работодателей штата выделяются военно-воздушная база Оффатт возле Белвью (9,6 тыс. человек), где базируется Стратегическое командование Вооружённых сил США, администрация округа Дуглас в Омахе (2 тыс.), школьные округа Omaha Public Schools, Lincoln Public Schools, Millard Public Schools, Papillion-La Vista Public Schools, Bellevue Public Schools, Westside Community Schools, Grand Island Public Schools и Kearney Public Schools, муниципалитеты Омахи и Линкольна, распределительный центр U.S. Postal Service в Омахе, база инженерных войск в Омахе, база Национальной гвардии в Линкольне, полицейский департамент Омахи.

## Сфера услуг

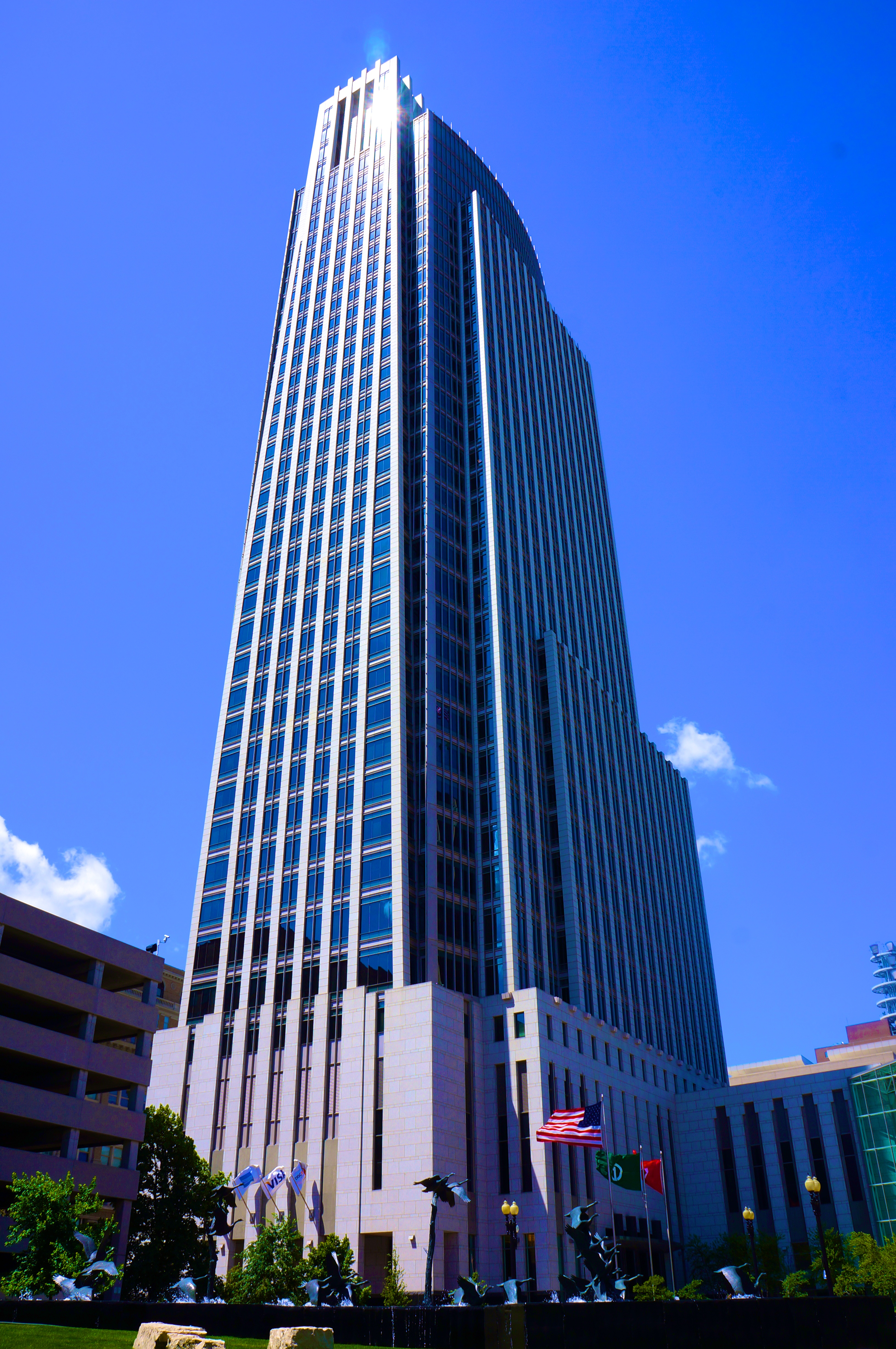
Штаб-квартира First National of Nebraska в Омахе

### Финансы
В Небраске базируются крупнейшая американская инвестиционная компания Berkshire Hathaway (Омаха), брокерская компания TD Ameritrade (англ., Омаха), компания финансовых услуг Nelnet (англ., Линкольн), банковская группа First National of Nebraska (англ., Омаха), страховые компании Mutual of Omaha (англ., Омаха), Ameritas Life Insurance (англ., Линкольн), Woodmen of the World (англ., Омаха) и Physicians Mutual (англ., Омаха). В сфере финансовых услуг крупнейшими работодателями являются оператор кредитных карт First Data в Омахе (7 тыс. человек), банк First National Bank of Omaha в Омахе, страховая компания Mutual of Omaha в Омахе (3,2 тыс.), Bank of the West в Омахе (2,9 тыс.), оператор электронных денежных переводов PayPal в Ла-Виста (2,8 тыс.), страховая компания Ameritas в Линкольне (2 тыс.), страховая компания Blue Cross Blue Shield of Nebraska в Омахе (1,5 тыс.), финансовая компания Nelnet в Линкольне (1,5 тыс.), отделения U.S. Bank и Wells Fargo в Омахе.

### Торговля
В штате базируются сети универмагов Gordmans (Омаха) и Pamida (Омаха), компания прямого маркетинга Oriental Trading Company (Омаха), сети по торговле одеждой, обувью и аксессуарами The Buckle (Карни) и Fort Western Stores (Небраска-Сити), крупная сеть по торговле товарами для рыбалки, охоты и туризма Cabela's (Сидней), сеть магазинов игрушек HobbyTown USA (Линкольн), торговый кооператив Affiliated Foods Midwest (Норфолк). Крупнейшими работодателями в сфере торговли являются ресторанные сети McDonald’s, KFC, Pizza Hut, Burger King, Runza, Valentino's, Godfather's Pizza, Simmonds и Cutchall, компания по торговле игрушками Terry's Village Inc в Омахе (3 тыс. человек), компания по торговле оборудованием для магазинов Lozier Corp в Омахе (1,4 тыс.) и автодилер Woodhouse Auto Group в Омахе.
Крупнейшими торговыми центрами штата являются Nebraska Furniture Mart (Омаха), Westroads Mall (Омаха), Gateway Mall (Линкольн), Oak View Mall (Омаха), Crossroads Mall (Омаха), Southroads Mall (Белвью), Conestoga Mall (Гранд-Айленд), Shadow Lake Towne Center (Папиллион), One Pacific Place (Омаха), Regency Court Mall (Омаха). В Небраске широко представлены торговые сети Target, Wal-Mart Stores, Hy-Vee, Baker's (входит в группу Kroger), No Frills, Walgreens, Shopko, J. C. Penney, Sears, Von Maur, Dillard's, Younkers, Menards, Dick's Sporting Goods, Forever 21, Coach.

### Транспорт и логистика

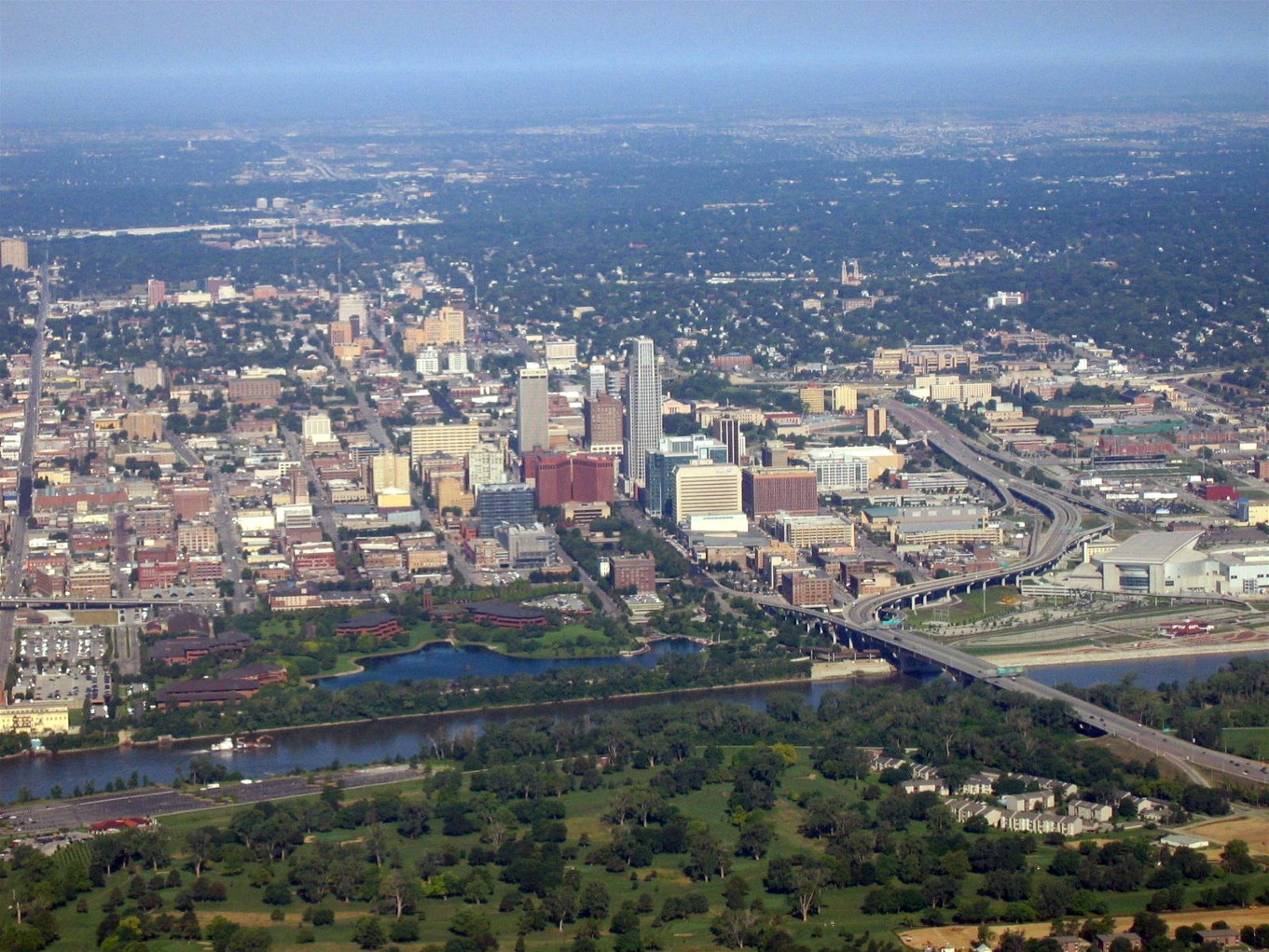
Автомагистраль в Омахе

Штат расположен на пересечении оживлённых транспортных путей, идущих с запада на восток и с юга на север США (автомобильных и железнодорожных). Омаха является важным узлом так называемого «Центрального коридора» между Сан-Франциско и Чикаго, а также между Техасом и Канадой.
В Небраске базируются одна из крупнейших американских железнодорожных корпораций Union Pacific Railroad (Омаха), компания автомобильных грузоперевозок Werner Enterprises (Омаха) и оператор местных аэропортов Omaha Airport Authority (Омаха). Крупнейшими работодателями в сфере транспорта и логистики являются Union Pacific Railroad в Омахе (3,5 тыс. человек), BNSF Railway в Аллайансе (2 тыс.) и Линкольне (2 тыс.), Duncan Aviation в Линкольне (2 тыс.), Werner Enterprises в Омахе (1,8 тыс.), Omaha Airport Authority в Омахе (1,8 тыс.), Millard Refrigerated Services и United Parcel Service в Омахе, а также Amtrak и Canadian Pacific Railway.
Через штат проходят автомагистрали US 6 (Калифорния — Массачусетс), US 20 (Орегон — Массачусетс), US 26 (Орегон — Небраска), US 30 (Орегон — Нью-Джерси), US 34 (Колорадо — Иллинойс), US 73 (Канзас — Небраска), US 75 (Техас — Миннесота), US 77 (Техас — Айова), US 81 (Техас — Северная Дакота), US 83 (Техас — Северная Дакота), US 136 (Небраска — Индиана), US 138 (Небраска — Колорадо), US 159 (Канзас — Миссури), US 183 (Техас — Южная Дакота), US 275 (Небраска — Миссури), I-76 (Колорадо — Небраска), I-80 (Калифорния — Нью-Джерси), I-129 (Небраска — Айова), I-480 (Небраска — Айова) и I-680 (Небраска — Айова).
Автомагистрали и железные дороги Небраски
В Норт-Платте расположен крупнейший в мире сортировочный узел Бейли-Ярд, принадлежащий компании Union Pacific Railroad. Крупнейшим воздушным портом штата является аэропорт Эппли (Омаха). Имеется несколько небольших аэродромов для бизнес-авиации и сельскохозяйственной авиации. Общественный транспорт, за исключением Омахи, развит в Небраске очень слабо.

### Телекоммуникации и информационные технологии

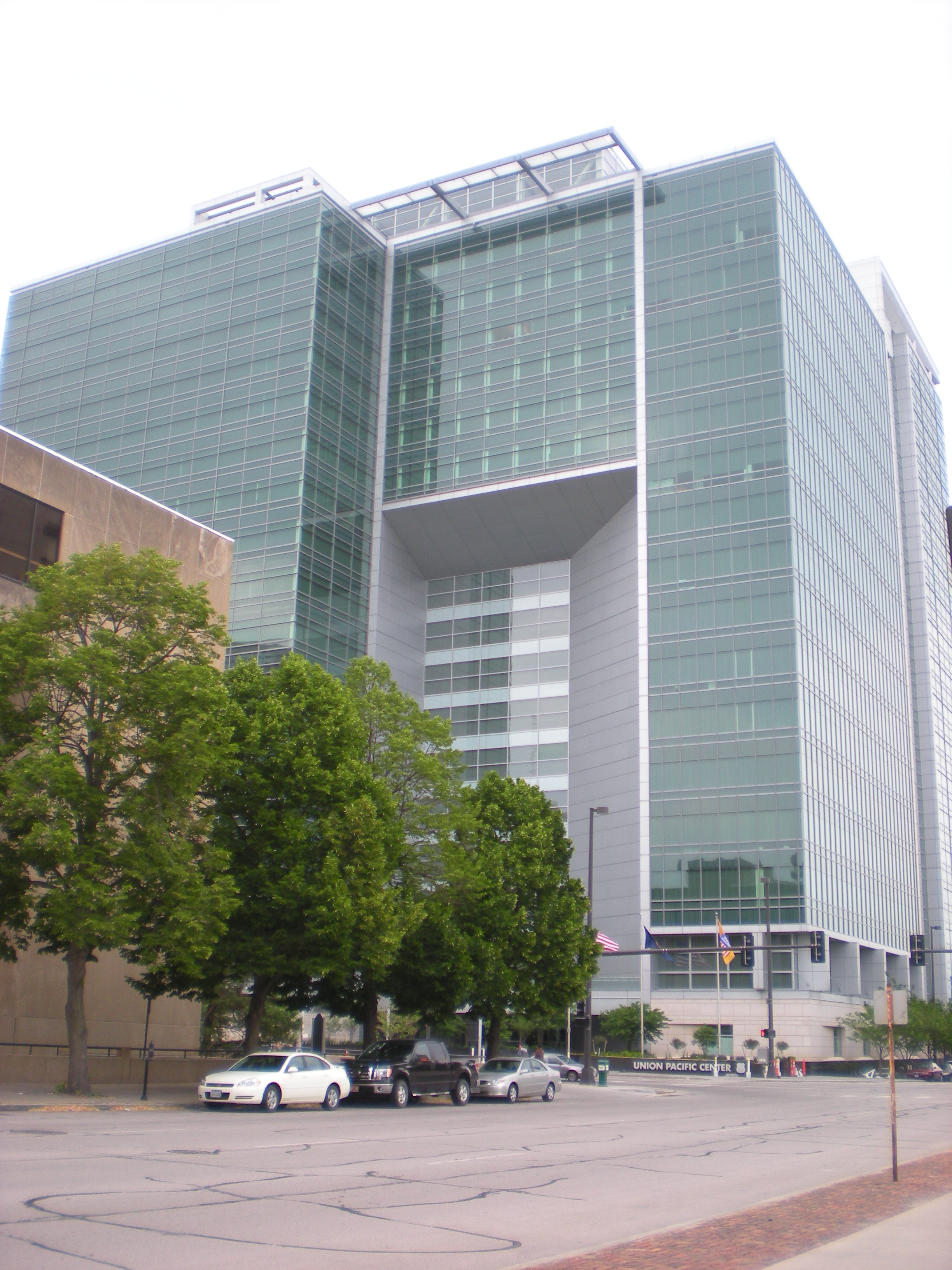
Штаб-квартира Union Pacific Railroad в Омахе

В Небраске базируется крупный оператор телекоммуникационных услуг West Corporation (Омаха). Крупнейшими работодателями в сфере телекоммуникаций являются West Corporation в Омахе (3 тыс. человек), CenturyLink в Омахе (1,3 тыс.), Cox Communications в Омахе и Verizon Wireless в Омахе.
В штате базируются крупная маркетинговая компания Infogroup (Папиллион), офисы и дата-центры социальной сети LinkedIn (Омаха), компаний CSG International (Омаха), ACI Worldwide (Омаха) и Sitel (Омаха), глобальный центр бронирования Marriott International (Омаха).

### Туризм и индустрия развлечений
Крупнейшими работодателями в сфере туризма и индустрии развлечений являются ипподром Фоннер-Парк в Гранд-Айленде (1,5 тыс. человек), игорные заведения Horseshoe Casino и Ameristar Casino в Омахе, зоопарк и аквариум Генри Дурли в Омахе. Большой популярностью у туристов пользуются национальные парки и заказники Scotts Bluff National Monument (округ Скотс-Блафф), Agate Fossil Beds National Monument (округ Су) и Homestead National Monument of America (округ Гейдж), многочисленные пешие маршруты по горам, лесам и вокруг озёр.
В Небраске представлены отели ведущих гостиничных сетей (Hilton, Hyatt, Marriott, Ramada, Holiday Inn, Best Western, Hampton Inn, Courtyard, Fairfield Inn, Embassy Suites и Homewood Suites), имеется множество небольших отелей, мотелей, баз отдыха, стоянок для трейлеров, оборудованных мест для проведения пикников на природе.

### Здравоохранение и медицина
В штате базируются крупные операторы больниц — католическая компания CHI Health (Омаха), методистская компания MHS (Омаха) и компания Bryan Health (Линкольн). Крупнейшими работодателями в сфере здравоохранения и медицины являются департамент здравоохранения Небраски в Линкольне (5,8 тыс. человек), Медицинский центр Университета Небраски в Омахе (5,6 тыс.), медицинский центр Небраски в Омахе (5,4 тыс.), медицинский центр Берган Мерси в Омахе (2,4 тыс.), методистский госпиталь в Омахе (2,3 тыс.), региональный медицинский центр Святой Елизаветы в Линкольне (2,3 тыс.), медицинский центр Эммануэль в Омахе (2 тыс.), госпиталь «Добрый самаритянин» в Карни (1,6 тыс.), детская больница и медицинский центр в Омахе (1,5 тыс.), реабилитационная больница Мадонны в Линкольне (1,5 тыс.), медицинский центр университета Крейтон в Омахе и Национальный исследовательский госпиталь Бойс-Таун в Омахе.

### Наука и образование
Крупнейшими работодателями в сфере науки и образования являются университет Небраски в Омахе (9 тыс. человек), католический Крейтонский университет в Омахе (3 тыс.), университет Небраски в Линкольне, университет Белвью (Белвью), университет Небраски в Карни, Городской общественный колледж в Омахе, общественный колледж Норт-ист в Норфолке, Небрасский центр вирусологии в Линкольне, лаборатория биологических процессов при университете Небраски в Линкольне.

## Промышленность

### Пищевая промышленность
В Небраске базируются одна из крупнейших американских пищевых корпораций ConAgra Foods (Омаха), мясная компания Omaha Steaks (Омаха), крупный торговец зерном и удобрениями Gavilon (Омаха). Крупнейшими работодателями в сфере обработки сельскохозяйственного сырья, производства продуктов питания и напитков являются мясные фабрики Tyson Foods в Дакота-Сити (5 тыс. человек) и Лексингтоне (3,3 тыс.), штаб-квартира и исследовательский центр ConAgra Foods в Омахе (3 тыс.), мясные фабрики JBS USA в Гранд-Айленде (3 тыс.), Cargill в Скайлере (2,3 тыс.), Farmland Foods в Крите (2,1 тыс.), Hormel Foods в Фримонте (1,4 тыс.) и Tyson Foods в Мэдисоне (1,2 тыс.), мясные фабрики Nebraska Beef, Greater Omaha Packing, Tyson Foods и Oakland Foods в Омахе, Cargill в Колумбусе и Wimmer's Meat Products в Вест-Пойнте, пищевые фабрики ConAgra Foods в Линкольне и Kellogg в Омахе.
Также среди крупных предприятий — мельничный комбинат Archer Daniels Midland в Колумбусе, фабрика по обработке яиц Michael Foods в Уэкфилде, молочный завод Beatrice Creamery в Линкольне, сырный завод Leprino Foods в Равенне.
В Небраске расположено несколько пивоваренных заводов — Blue Blood и Empyrean (Линкольн), Nebraska Brewing (Папиллион), Lucky Bucket (Ла-Виста) и Thunderhead (Карни), а также заводов прохладительных безалкогольных напитков.

### Машиностроение и металлообработка
В Небраске базируется крупный производитель оборудования и металлоконструкций для ирригации, ветроэнергетики и линий электропередач Valmont Industries (Вэлли). Заводы корпорации расположены в Вэлли, Омахе, Вест-Пойнте, Колумбусе, Уэйверли и Мак-Куке. Также в штате базируется другой известный производитель оборудования и металлоконструкций для ирригации и транспортной инфраструктуры Lindsay Corporation (Омаха), заводы которого расположены в Линдсей и Милфорде.
В Линкольне расположен завод Kawasaki Motors по производству гидроциклов и квадроциклов. В Норфолке расположены несколько предприятий корпораций Nucor и Norfolk Iron & Metal по производству металлоконструкций. В Колумбусе расположены завод электронных компонентов компании Vishay Intertechnology, завод компании CAMACO по производству автомобильных комплектующих и завод компании Behlen Manufacturing по производству металлоконструкций и сельскохозяйственного оборудования.
Бывший автосборочный завод Ford в Омахе после закрытия был перестроен в жилой комплекс.

### Строительство и производство стройматериалов

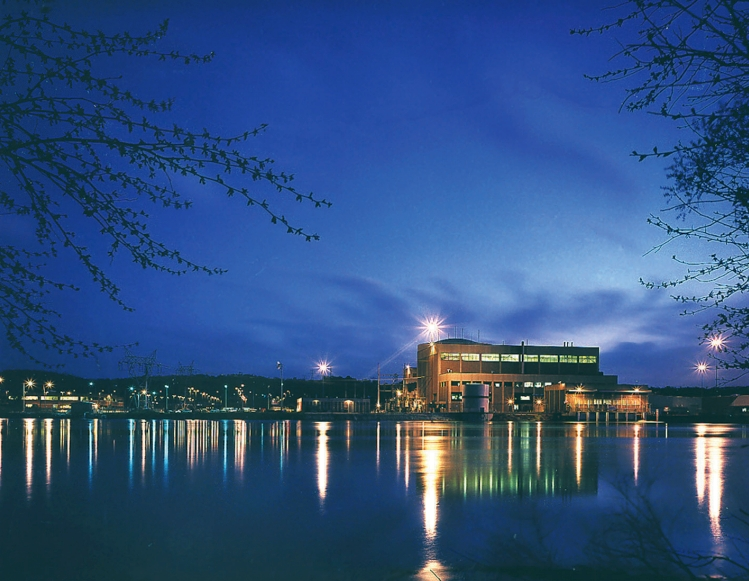
АЭС Форт-Кэлхун

В штате базируются крупная строительная компания Kiewit Corporation (Омаха), знаменитые архитектурные компании HDR (Омаха), Leo A Daly (Омаха) и DLR Group (Омаха). В Луисвилле расположен цементный завод компании Ash Grove Cement.

### Энергетика
Основной объём производства электроэнергии приходится на угольные и атомные электростанции, в последние годы растут мощности солнечных, ветряных, газовых и гидроэлектростанций. Крупнейшими работодателями в сфере энергетики являются компании Nebraska Public Power District (Колумбус) и Omaha Public Power District (Омаха), а также компания Southern Power District (Гранд-Айленд).
В Небраске работают угольные электростанции Джеральд Джентльмен (Сазерленд) и Шелдон (Холлэм), угольная электростанция в Небраска-Сити, атомные электростанции Купер (Браунвилл) и Форт-Кэлхун (Форт-Кэлхун), газовая электростанция Биатрис (Биатрис). На границе Небраски и Южной Дакоты находится крупная ГЭС Гавинс-Пойнт. Небольшие гидроэлектростанции расположены возле Колумбуса и Монро.
Важной отраслью является производство биоэтанола (Небраска занимает второе место в США, уступая только Айове). В этом секторе лидирует компания Green Plains Renewable Energy (Омаха), владеющая несколькими заводами. Другие крупные заводы по производству этанола расположены в Фэрмонте (Advanced Bioenergy), Джексоне (Siouxland Ethanol), Аткинсоне (NEDAK Ethanol), Плейнвью (Husker Ag Inc.).
В небольших объёмах в штате добывается сырая нефть. В сфере поставок природного газа и воды лидирует корпорация Metropolitan Utilities District (Омаха).

### Другие отрасли промышленности
В Норфолке работают завод шприцев и другого медицинского оборудования компании Covidien и завод гидравлических шлангов компании Veyance Technologies. В Колумбусе расположены два завода компании Becton Dickinson по производству медицинского оборудования. В Уэйко находится семенной завод компании Monsanto. Растёт значение биотехнологических предприятий по выпуску средств защиты растений и животных (Monsanto, Syngenta, Evonik Industries, Merck & Co., Pfizer), химических предприятий по выпуску удобрений и биотоплива (Archer Daniels Midland, Cargill, Green Plains Renewable Energy, Koch Fertilizer, Abengoa), предприятий по выпуску медицинского оборудования (3M), фармацевтических предприятий (Novartis), научно-исследовательских центров и лабораторий (Amgen).

## Сельское хозяйство

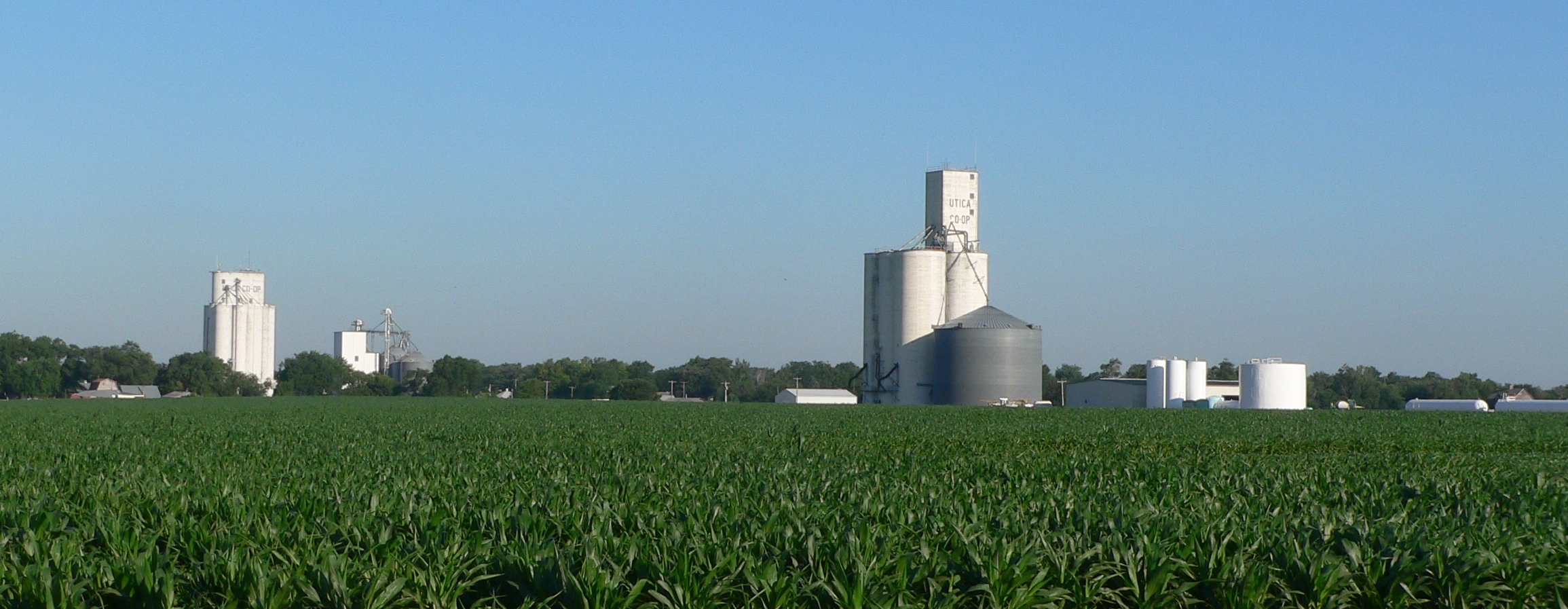
Сельский пейзаж Небраски

Небраска традиционно является частью так называемого «Кукурузного пояса» (или как его называют в последнее время «Кукурузно-соевого»), а песчаная холмистая местность штата делит «Пшеничный пояс» на северную и южную части. Кроме того, на территории Небраски расположена зона пастбищного скотоводства Северных равнин (являются частью Великих равнин).
Небраска является крупным производителем говядины, свинины, кукурузы, сои и сорго, а также пшеницы, сахарной свёклы, картофеля, курятины и яиц. Значительная часть зерновых традиционно перерабатывается в корм для животных, а в последнее время и в биоэтанол. В агробизнесе доминируют крупные ранчо, фермерские кооперативы и транснациональные корпорации, владеющие элеваторами, мельницами, животноводческими комплексами, бойнями, птицефабриками, системами полива, холодильниками, заводами комбикормов и обрабатывающими предприятиями.
Большой вес в экономике штата имеет торговая и обслуживающая сеть, работающая с агропромышленным комплексом: мастерские по ремонту сельхозтехники, магазины и дистрибьюторские центры по продаже семян, кормов, удобрений и сельскохозяйственного оборудования, ярмарки и аукционы скота, лизинговые и кредитные учреждения.